# Polk City, Iowa
Polk City là một thành phố thuộc quận Polk, tiểu bang Iowa, Hoa Kỳ. Năm 2010, dân số của thành phố này là 3418 người.

## Dân số
Dân số qua các năm:
- Năm 2000: 2344 người.
- Năm 2010: 3418 người.